# Inge Huitzing
Inge Huitzing (Den Helder, 19 april 1974) is een Nederlands rolstoelbasketbalster. 
Huitzing speelde zestien jaar in het 'normale' Nederlandse basketbalteam als guard. Door een blijvende blessure kwam er een einde aan haar valide sportdeelname, waarna ze zich op rolstoelbasketbal richtte. Sinds december 2007 behoort ze tot het nationale team van de rolstoelbasketballers.
Huitzing nam met de Nederlandse selectie deel aan de Paralympische Zomerspelen 2008 in Peking. Waar ze met het team de kwartfinales wisten te behalen.
In het dagelijks leven is zij adviseur hulpmiddelen.